# Хейн, Скотт
Скотт Аллен Хейн (2 июня 1970 — 3 апреля 2003) — последний человек, казнённый в США за преступления, совершенные в несовершеннолетнем возрасте. Хейн был казнен в Оклахоме за двойное убийство, совершенное им в возрасте 17 лет.

## Убийство
6 октября 1987 года Хейн и Роберт Ламберт угнали в Талсе автомобиль, в котором находились Майкл Хоутон (9 декабря 1959 — 6 октября 1987) и Лора Сандерс (8 января 1965 — 6 октября 1987). Хейн и Ламберт остановили машину, ограбили и положили их в багажник. Хейн поджёг машину, в результате чего Хоутон и Сандерс погибли. На момент совершения убийства Хейну было 17 лет.

## Арест
Хейн и и его напарник Ламберт были арестованы 9 октября 1987 года. На суде в 1988 году они оба были признаны виновными в тяжком преступлении и приговорены к смертной казни путём введения смертельной инъекции. В 1994 году апелляционный суд постановил, что поскольку присяжным не сообщили о возможности пожизненного заключения без права на условно-досрочное освобождение, Хейн имеет право на новое слушание по вынесению приговора. На повторном слушании новый состав присяжных вновь приговорил Хейна к смертной казни за совершенные убийства. Все последующие апелляции Хейна были отклонены, а в феврале 2002 года Верховный суд США отказался рассматривать его апелляцию, которая была основана на аргументах о неконституционности казни несовершеннолетних преступников.
В феврале 2003 года Верховный суд США отменил отсрочку казни, наложенную Апелляционным судом 10-го округа, и Хейн был казнен путем смертельной инъекции в возрасте 32 лет. Он стал 60-м человеком, казненным в Оклахоме с 1976 года, когда смертная казнь была восстановлена Верховным судом США.
Партнёр Хейна, Ламберт, который был осужден и приговорен в 1994 году, также был повторно судим, осужден и снова приговорен к смертной казни. Однако в 2005 году дело Ламберта поступило в Апелляционный уголовный суд штата Оклахома, где суд признал его умственно отсталым. Ламберт будет отбывать пожизненное заключение в тюрьме без возможности условно-досрочного освобождения.

## Отмена смертной казни за преступления, совершённые в несовершеннолетнем возрасте
В марте 2005 года, менее чем через два года после казни Хейна, Верховный суд США постановил в решении 5-4 по делу Ропер — Симмонса, что Восьмая поправка к Конституции США была нарушена, когда преступники были казнены за преступления, совершённые в возрасте до 18 лет. Если бы решение по делу Роупер — Симмонса было принято до казни Хейна, Хейн не был бы казнён.